# Ashley Abbott
Pour les articles homonymes, voir Abbott.
Ashley Suzanne Abbott (née Abbott, anciennement Lassiter, Newman, Bladeson, Howard, Carlton, Newman, et McCall) est un personnage de fiction des feuilletons télévisé Les Feux de l'amour et Amour, Gloire et Beauté. Elle est interprétée par Eileen Davidson en rôle de contrat de (1982 à 1989, de 1999 à 2007, de 2008 à 2012 et de septembre 2014 à octobre 2018) en guest-star ou récurrent (en 2007, 2008, 2013, 2014 et en 2019) dans Les Feux de l'amour, et de mars 2007 à novembre 2008 dans Amour, Gloire et Beauté.

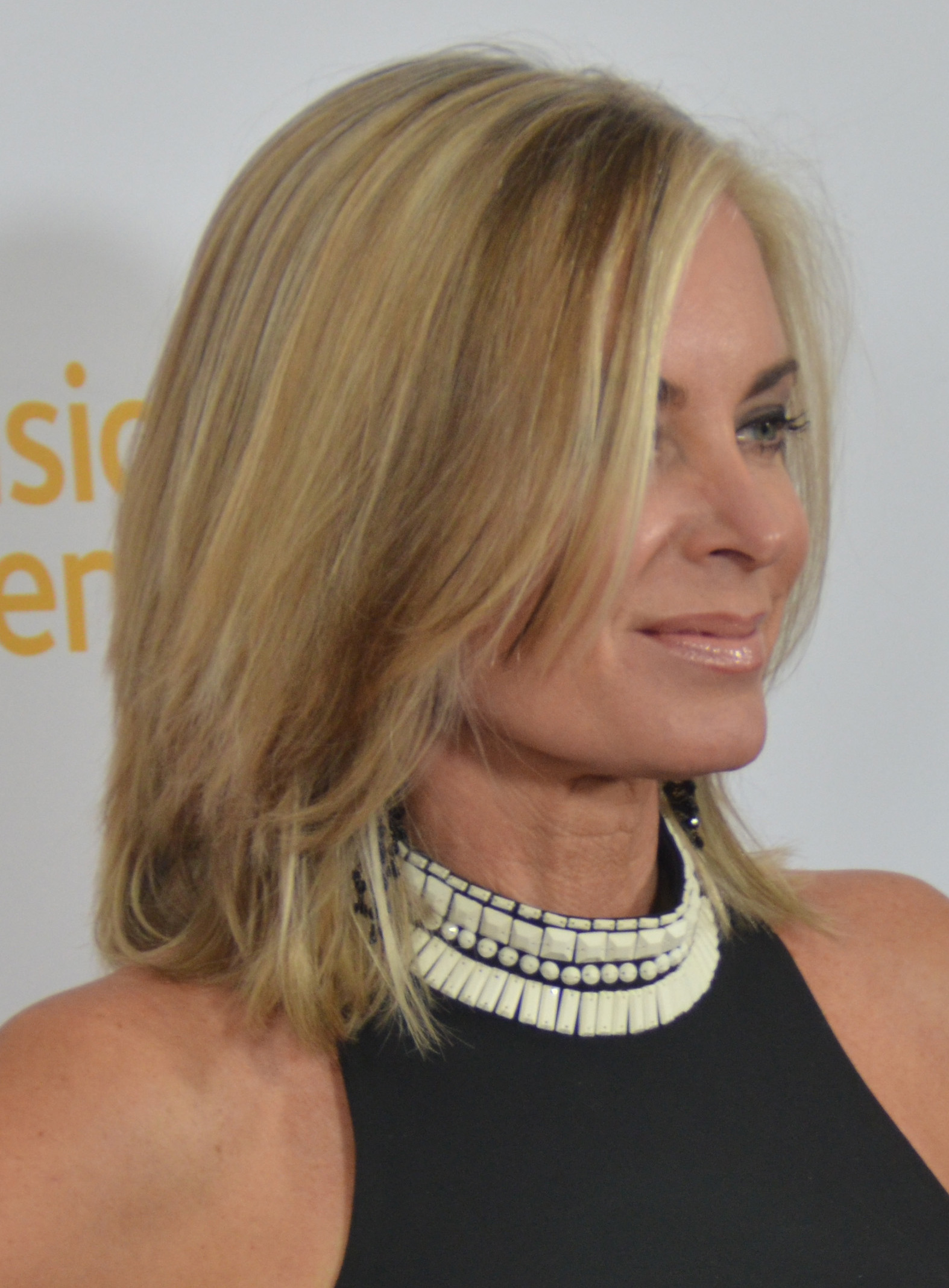
Eileen Davidson, première interprète d'Ashley Abbott depuis 1982.

## Interprètes
- Eileen Davidson (du 11 juin 1982 au 2 décembre 1988)
- Brenda Epperson (du 5 décembre 1988 au 21 décembre 1995)
- Shari Shattuck (du 21 mars 1996 au 22 février 1999)
- Eileen Davidson (du 19 mars 1999 au 11 janvier 2007)
- Eileen Davidson (du 9 mars 2007 au 4 juillet 2008) dans Amour, Gloire et Beauté
- Eileen Davidson (du 28 décembre 2007 au 3 janvier 2008, les 27 et 28 février 2008, les 25 et 26 mars 2008, les 19, 20 et 23 juin 2008) en guest star dans Les Feux de l'amour
- Eileen Davidson (du 6 septembre 2008 au 3 août 2012) dans Les Feux de l'amour
- Eileen Davidson (le 25 novembre 2008) en guest star dans Amour, Gloire et Beauté
- Eileen Davidson (les 18 et 19 mars 2013, le 25, 28, 29 octobre 2013, les 27, 28 et 29 novembre 2013 et le 2 décembre 2013, puis en janvier et avril 2014) en guest star dans Les Feux de l'amour
- Eileen Davidson (du  2 septembre 2014 au 29 octobre 2018) dans Les Feux de l'amour.
- Eileen Davidson (Depuis le 29 mars 2019) en récurrent dans Les Feux de l'amour

## Son histoire

### Victor Newman: l'amour de sa vie
Sortie fraîchement du collège en 1982, Ashley Abbott revient à Genoa City. Ashley est la prunelle des yeux de son père, John. Ashley devient chimiste chez Jabot Cosmetics, l'entreprise familiale, sous le nom de Susan Ashley, une manière de "s'extraire" du fait qu'elle est une Abbott. S'étant fait reconnaître pour son travail dans la compagnie, elle utilise son vrai nom et devient présidente de Jabot quand son frère Jack est blessé par sa femme Patty Williams.
Le golfeur Brent Davis, sur son lit de mort, lui révèle qu'il est son père biologique. Ashley a un choc émotionnel mais elle est sauvée et aidée par Victor et Nikki Newman. Sa mère Dina, Jack, Jill, Katherine et Victor savent la vérité. Mais elle se promet de ne jamais le révéler à son père, car celui-ci est cardiaque. Elle fuit Genoa et travaille comme serveuse dans un bar appelé "Annie", mais elle est prise en otage par un fou qui demande une rançon à John Abbott. Ce dernier demande de l'aide à Victor qui la sauvera, Ashley restera vivre quelque temps au ranch Newman. Vivant sous le même toit, Ashley et Victor tombent amoureux, mais Nikki voit la menace arriver et présente Ashley à Matt Miller, le frère de Victor. Peine perdue : Victor la quitte pour Ashley. Nikki s'invente une maladie incurable, Victor quitte alors Ashley pour revenir vers sa femme. Ashley, enceinte, décide d'avorter. Victor découvre que Nikki a inventé cette maladie et rompt pour revenir vers Ashley ; mais quand il apprend que cette dernière a avorté il la laisse elle aussi. Nikki quant à elle se jette dans les bras de Jack. Ashley tombe dans une grosse dépression et Victor la fait interner en H P à New York avant que John ne la rapatrie dans celui de Genoa. Elle tombera amoureuse du médecin qui la suit, Steve Lassister ; ils se marient et lors de leur lune de miel à Hawaï, Leanna Randolphe (connue sous le nom de Leanna Love) qui est amoureuse de Steve, va tout faire pour briser le couple. Elle empoisonne Ashley qui reste clouée au lit, mais le couple résiste et rentre à Genoa plus amoureux que jamais. Ashley ne saura pas que Leanna lui en voulait à mort. Leanna ne laisse pas tomber et dans une biographie non autorisée sur Victor "L'impitoyable", elle glisse un chapitre sur l'avortement d'Ashley. Ashley devient veuve : un patient assassine Steve. Plus tard elle entame une relation avec l'ex mari de Traci, Brad Carlton mais cette dernière revient à Genoa déterminée à le reconquérir. Ashley et Brad s'enfuient dans les bois vers leur cottage. Victor qui voulait reconquérir Nikki, a été court-circuité par Jack avec qui cette dernière se marie. Alors Victor se rapproche d'Ashley et l'épouse. Mais Nikki qui aime toujours Victor devient alcoolique, elle sera aidée par Victor. Victoria la fille de Nikki et Victor, qui est de retour en ville, s'entend très bien avec sa belle-mère, c'est même elle qui lui avouera les escapades de son père avec Nikki. Furieuse Ashley divorce. Rapidement, Ashley rencontre Blade Bladeson et l'amène au mariage. Blade a un frère jumeau, Rick, jaloux il le kidnappe et se met à sa place dans le lit d'Ashley, cette dernière n'y voit que du feu. Blade est relâché par Mari Jo Manson, il récupère sa femme sans qu'elle ne s'en rende compte. Mais lors d'une manigance de Rick, Blade meurt. Mari Jo raconte l'histoire à Jill, qui la répète à Ashley ; dépitée celle-ci fuit vers Paris. Plus tard elle revient à Genoa et se fait attaquer par deux gangsters mais est sauvée par Kurt Costner, de qui elle tombe amoureuse, malheureusement il lui préfère Hope Adams, l'ex femme de Victor. Ashley et Cole Howard se mettent ensemble alors que Victoria (qui a épousé Cole) est en Europe et qu'elle ne lui donne aucune nouvelle. Cole et Victoria divorcent et ce dernier se marie avec Ashley. Ashley et Cole se séparent car elle doit partir en Espagne pour rencontrer Rafael Delgado qui est en fait son demi-frère. Ashley décide de reconquérir Cole et voudra même un bébé, il refuse, divorce et part pour Oxford.

### De la naissance d'Abby Carlton au divorce avec Brad
Jack offre une croisière à sa sœur, elle en profite pour se faire inséminer artificiellement un bébé. Elle fait croire à tout le monde qu'elle ne connait pas le père. Victor et Ashley commencent à se revoir mais quand Victor est sur le point de concrétiser leur union, la guerre des sociétés, Newman Entreprise/Jabot met un terme à leur couple : Ashley découvre que Victor est responsable de ce que Jabot n'arrive pas à obtenir de délais pour rembourser ses prêts. Ashley et Brad se mettent à sortir ensemble et se marient le jour de la naissance d'Abigail Abbott que Brad adopte ; elle devient Abbigail « Abby » Carlton.
Ashley a un cancer, et se met en tête de récupérer Victor ; elle tombe enceinte de Brad, mais alors qu'elle va se reposer loin de Genoa pour la santé du bébé, elle apprend que Victor complote contre les Abbott. Elle prend la voiture mais a un accident, et perd son fils. Brad et Ashley le baptisent Robert Carlton... Après cette perte, Ashley s'enfonce une nouvelle fois dans la folie mais s'en sort... Elle annonce à tout le monde que Victor est le père d'Abby. Brad est choqué, mais Victor l'est encore plus de savoir qu'elle lui a volé son sperme congelé et se l'est fait inséminer. Ashley et Brad divorcent fin 2005.

### L'arrivée de Gloria et La mort de John
La prochaine bataille a lieu quand son père rencontre Gloria et en et tombe amoureux. Avec les problèmes financiers de Jabot, sa vie en désordre, elle commence à sortir avec Paul Williams et est charmé par Tom Fisher dit « Tom Callahan » dont le passé refait surface : son surnom « Tom le terrible », son mariage avec Gloria et son fils Kevin. Après une série de chantages, les mensonges sont exposés et il est révélé que Tom était le vrai mari de Gloria. Voulant préserver sa vie de famille, John Abbott menace et tue Tom. Ashley fera croire que c'est elle la coupable ; mais il ne faudra pas longtemps avant que John ne soit inculpé pour meurtre et envoyé en prison pour sept ans.
Pendant qu'elle soutient son père en prison, Ashley doit faire face au problème de la contamination de sa nouvelle crème. Puisque Gloria qui a empoisonné la crème n'est pas démasquée, les dommages causés à Jabot sont immenses. Avec le nouveau propriétaire de Jabot, la compagnie est apte à survivre. Le plus grand chagrin d'Ashley est le décès de son père, pour raisons médicales après sa sortie de prison. Blâmant Gloria à qui ils imputent l'incarcération de leur père, elle et son frère la jettent à la rue et essaient de lui interdire de porter le nom des Abbott (après avoir découvert que leur père et elle n'étaient pas légalement mariés). Malgré la décision qui suit la lecture du testament de John, trafiqué par Jack, Gloria peut garder son nom. Malgré ça, Jack reprend le contrôle de Jabot via la maison Kim. Ashley se trouve incapable de vivre en mentant et décide de quitter Genoa avec Abby mettant de la distance entre elle et les pratiques de son frère.
Ashley fait la connaissance de Rick Forrester à Paris où 'ils travaillent. Ils s'engagent dans une courte relation. Rapidement, elle retourne à L.A. et accepte de travailler pour Forrester Originals en créant une fragrance pour leur ligne de boutiques.

### Une année chez les Forrester
Rick et elle acceptent de garder le secret de leur aventure à Paris car Rick emménage avec son amour de toujours, Phoebe Forrester. Elle commence une relation avec Ridge Forrester et ils deviennent fiancés rapidement. Cependant l'attention du "Couturier" pour Brooke Logan, violée récemment avec une certaine complicité de la part de Stéphanie, crée des tensions avec Ashley. Pendant qu'elle se trouve à Paris, Ridge et Brooke se remettent ensemble et il rompt avec Ash.
Storm Logan, le frère de Brooke, s'intéresse à l'ex-femme de Victor mais Ridge devient inquiet car il a tiré sur Stéphanie. Ridge le dit à Ash qui s'éloigne de Storm. Mais il va chez elle avec une arme et essaie de lui expliquer pourquoi il a fait cela. Au même moment Katie Logan Spencer rentre dans la pièce et Storm lui tire dessus. Elle passe près de la mort son état nécessitant une transplantation cardiaque. Storm se suicide en laissant une lettre ou il demande qu'on utilise son cœur pour sauver sa sœur. Ashley n'a plus d'autres relations. Quand Felicia Forrester lui dit que Forrester va supprimer sa nouvelle fragrance, son rôle dans les affaires diminue. Elle part avec Abby en Europe pour son travail chez Forrester International avec de nouveaux objectifs. Elle apparaît une dernière fois quand elle téléphone à Eric pour lui annoncer sa démission et le remercier pour le poste qu'il lui a donné.

### Le retour à Genoa: Le remariage avec Victor
Après avoir fait de nombreuses visites à Genoa, lors du mariage de Victor par exemple, elle rencontre ses frères et sa sœur à New York ;  Jack lui révèle son plan pour reprendre Jabot. Pendant qu'elle est à Londres, Ashley reçoit un appel de Nikki, lui demandant d'aller chercher Victor (effondré par la mort de Sabrina) à Paris en lui disant qu'aucune autre personne qu'Ashley ne saurait le convaincre. Ils se revoient romantiquement à Paris. Les funérailles de Catherine les ramènent à Genoa, où Victor est arrêté pour le meurtre de l'homme responsable de la mort de Sabrina. Voulant être avec Victor et plus proche de sa famille, Ashley démissionne de Forrester. Elle étant CEO et son frère Billy exécutif, arrivent à reprendre le contrôle de Jabot;  Elle doit faire face au scandale “Lumière Céleste” avec Gloria et à la responsabilité de Jack dans l'accusation de meurtre envers Victor. Celui-ci est libéré de toutes les charges et revient avec Ashley. Elle lui fait une surprise en lui annonçant qu'elle est enceinte le jour de son anniversaire. C'est d'autant plus surprenant qu'on lui avait dit qu'elle ne pourrait plus jamais avoir d'enfants.
La grossesse est cependant risquée quand elle commence à croire que le fantôme de Sabrina vient la hanter (mais c'est Adam déguisé).
Le 5 juin, il s'habille comme Sabrina, l'effraie et la fait tomber dans les escaliers. Malheureusement, elle perd le bébé ce qui pousse Adam à la mettre sur le lit pour qu'elle croit avoir fait un cauchemar. Ashley ne sachant pas que son bébé est mort, commence une grossesse nerveuse et nomme sa fille Hope Newman.
Le 14 juillet 2008, Ashley et Victor se remarient dans la plus stricte intimité au ranch. Peu après, Mary Jane ou Patty Williams, apparaît à travers la fenêtre habillée en Sabrina et effraie Ashely. Elle demande à Adam d'être le parrain de Hope, le même prénom que sa mère. Le 30 septembre elle subit un immense choc après la blessure par balle de Victor et la mort de Colleen.
Sur la recommandation de Jack, elle va dans le même hôpital psychiatrique  que Sharon. Ashley croit que le travail est commencé. Adam la drogue et vole le bébé nouveau-né de Sharon qui est inconsciente et le donne à Ashley. On dit à Sharon que son bébé était non viable. Plus tard Ashley change le nom de Hope en Faith en ne réalisant pas que c'est le nom du bébé de Sharon et Nick.
Horrifiée par le rôle de Victor dans le décès de sa nièce Colleen et étant donné que ce dernier a fait refaire le visage de Patty Williams, pour pouvoir nuire à Jack Abbott, elle demande le divorce.

### De son divorce avec Victor à la séparation avec Faith
Elle engage un procès contre Victor pour obtenir le ranch, qu'elle considère revenir de droit à Abby et Faith. Finalement elle se ravise et emménage avec ses files dans l'ancienne maison de Brad. Par ailleurs, elle commence une liaison amoureuse avec Neil Winters qui est un ami de longue date. Elle doit aussi faire face à la crise d'adolescence d'Abby. Le 23 mars 2010, la vérité à propos de Faith éclate enfin : Nick et Sharon sont les parents biologiques de Faith et Ashley a fait une fausse-couche durant sa grossesse. Ashley est si dévastée qu'elle décide de partir loin de Genoa avec le bébé. Mais ce n'est sans compter sur Tucker McCall qui réussit à la convaincre que c'est une mauvaise idée. Elle est contrainte de donner Faith à ses parents. Ashley et Tucker se rapprochent de plus en plus et Neil n'aime pas du tous les intentions qu'à Tucker envers Ashley.

### Ashley et Tucker
En mai 2010, Tucker acquiert Jabot Cosmétiques. Il décide de nommer Ashley PDG à condition qu'elle soit la seule Abbott dans l'entreprise. Malgré les réticences de Jack, elle pense à elle pour une fois et accepte. C'est à ce moment-là qu'Abby choisit de provoquer son premier scandale : elle pose nue dans le hall de Jabot pour dénoncer l'exploitation des animaux de l'entreprise en tant que sujet d'expérience, sans savoir que sa mère fait désormais partie de l'entreprise. Ensuite, Abby traine ses parents en justice car ils refusent de lui léguer l'héritage de Brad et Colleen.
En juin 2010, Ashley s'en va pour le Japon avec Tucker qui envisage de faire des affaires avec un contact local de Victor. Le 17 juin, ils couchent ensemble. À son retour, Ashley craint de le dire à Neil mais ne veut pas lui cacher. Finalement, Neil décide de rompre avec elle car avec la naissance de ses petits-enfants, il réalise qu'il doit consacrer plus de temps à sa famille (il vend même son club, l'Indigo, à Gloria et Jeffrey). Elle n'a donc rien à lui dire et décide de poursuivre sa relation avec Tucker. Lors du Noel 2010, Tucker la demande en mariage et elle accepte. Elle vit une histoire d'amour qu'elle pense parfaite avec lui jusqu'au moment où elle apprend qu'il a manigancé avec Jack afin qu'Abby continue à poursuivre son père pour tout simplement récupéré Beauté de la Nature. Elle est très déçue. Cependant, Tucker lui fait comprendre qu'il aime et qu'il ne changera pas donc elle devra accepter cette facette de sa personnalité si elle reste avec lui. Ashley réfléchit et accepte, mais elle refuse qu'il utilise sa famille pour arriver à ses fins.
Abby déteste Tucker depuis qu'elle l'a vu avec Diane le soir de la tornade car il n'assume pas le fait qu'il a couché avec elle. Abby tente de faire ouvrir les yeux de sa mère mais en vain, Ashley ne voit rien et elles finissent toujours par se disputer. Alors quand ils décident de se marier, elle décide d'empêcher le mariage et de prouver à sa mère que ce qu'elle dit est vrai. Pour commencer, elle humilie Tucker au Gloworn quand il lui propose de lui racheter les parts que lui ont légué Brad et Colleen pour 300 dollars chacune en les vendant à Jack pour 299 dollars la part. Ashley n'en revient pas et la confronte. Au cours de la dispute, Abby lui annonce qu'elle ne viendra pas au mariage, ce qui la blesse profondément.
Ensuite, le 12 mai, la veille du mariage de sa mère avec Tucker, Abby, ivre, détruit les préparatifs de la cérémonie. Le lendemain, un policier la réveille. Il ne cherche pas à comprendre et l'arrête pour vandalisme. Tucker et Ashley viennent la rejoindre. Ashley veut la laisser en prison pour que ça lui serve de leçon mais Tucker préfère qu'elle soit présente au mariage et décide de payer sa caution. Alors Abby est obligée de faire profil bas. Cependant, le mariage n'est pas annulé mais reporté au lendemain, le 14 mai, car les préparatifs sont remis en état. Abby se dit qu'elle ne peut pas laisser faire et qu'il faut qu'elle agisse. Elle se rend au dîner de répétition organisé par les futurs mariés au Gloworn en faisant mine d'y aller avec bon cœur mais toujours avec l'idée de prouver à sa mère que Tucker n'est pas un homme bien. Peu avant la fin de la soirée, elle utilise le portable de Tucker discrètement et envoie un message à Diane dessus en  lui demandant de le rejoindre au chalet Abbott puis le portable de Malcolm et envoie un message à Tucker dessus en lui disant de venir au chalet pour son enterrement de vie de garçon. À la fin de la soirée, Tucker s'en va au chalet. Abby propose à sa mère de la ramener au manoir pour se faire une soirée entre filles mais en réalité, elle l'emmène vers le chalet. Ashley n'en revient pas qu'elle continue de penser que Tucker l'a trompé. Mais au bout d'un moment, elle constate qu'Abby est complètement ivre et roule très vite. Elle lui ordonne alors de lui passer le volant mais elle refuse. Ashley tente de lui prendre le volant des mains, elle se battent et c'est alors que Tucker apparaît devant les phares de la voiture. Ashley lui hurle de freiner mais dans la confusion, Abby appuie sur la pédale d'accélération et le renverse. Quelques minutes plus tard, Ashley se réveille et échange sa place dans la voiture avec Abby, inconsciente pour faire croire à la police que c'est elle qui conduisait. Tucker et Abby sont transportés à l'hôpital. Diane, qui était derrière Abby et Ashley, se confie à l'inspectrice et lui dit que la voiture n'a pas freiné devant Tucker. Elle lui dit aussi qu'elle était en route pour rejoindre Tucker au chalet, et qu'Ashley a peut-être voulu le tuer par jalousie quand elle l'a su. L'inspectrice interroge Ashley mais Victor la menace pour qu'elle arrête. Abby va bien mais elle est inconsciente à cause de toute l'alcool qu'elle a pris tandis que Tucker est dans un état critique :  il a un œdème cérébral et a été plongé dans le coma. Les Chancellor, les Abbott ainsi que Victor arrive. Katherine est effondrée; elle prie pour que son fils se rétablisse. Danny vient au chevet d'Abby, comme elle était venue à son chevet quand il était à l'hôpital. Avec ce que Diane a dit à l'inspectrice, Ashley comprend qu'Abby avait raison. Quand le cas de Tucker s'aggrave, les médecins le placent sous respirateur artificiel puis demandent à Katherine ses dernières volontés. Ne connaissant pas tout à fait Tucker, elle demande de l'aide à Sofia, sa proche employée. Sofia enquête et apprend par l'avocat de Tucker qu'il s'oppose à tout acharnement. Katherine est effondrée, elle refuse de le laisser mourir mais les médecins finissent par le débrancher quand même. Cependant, Tucker s'accroche puisqu'il parvient à respirer tout seul. Ensuite, Abby se réveille mais en oubliant ce qu'il s'est passé avant l'accident. Assez confuse, elle dit à sa mère qu'elle a le vague souvenir que c'est elle qui conduisait la voiture. Ashley lui confirme qu'elle a bien conduit mais qu'elle a pris sa place avant l'accident parce qu'elle avait trop bu et qu'elle dormait pendant. Aussi, elle lui dit qu'elle avait raison à propos de Tucker. L'inspectrice interroge Abby peu après son réveil mais Ashley refuse qu'elle lui dise quoi que ce soit. Mais Abby lui confie tout de même que c'est elle qui a piégé Tucker et Diane. Cependant, sa mère l'entend et la confronte plus tard, très en colère contre elle. Quelques minutes plus tard, Ashley se fait arrêter pour tentative de meurtre. Quand Katherine l'apprend, elle confronte Ashley, lui dit qu'elle refuse qu'elle s'approche de Tucker désormais et qu'elle a demandé une mesure d'éloignement à son encontre pour le protéger. De plus, elle lui annonce qu'elle est renvoyée. Ashley n'en revient pas. Katherine lui dit qu'elle est désolée mais elle ne préfère prendre aucun risque pour son fils. Grâce à Michael et à Victor, Ashley est rapidement libérée. Alors qu'elle est chez Tucker afin de récupérer ses vêtements, elle entend Katherine et Paul entrer et discuter du fils de Tucker. Elle surgit alors dans le salon, demandant des explications. Katherine, choquée qu'elle ait eu le culot d'entrer chez lui au départ, finit par lui confirmer ce qu'elle a entendu : Tucker a bien un fils avec qui il n'a jamais eu de contacts mais à qui il souhaite, sur son testament, léguer 20 millions de dollars si on parvient à le retrouver. Ashley est très choquée qu'il ne lui ait rien dit sur son fils. Katherine n'est pas très étonné et se demande si ce n'est pas parce qu'il n'avait pas assez confiance en elle. Ashley ne préfère même pas l'écouter et s'en va directement à l'hôpital. Là, elle dit à Tucker qu'elle est au courant pour son fils et qu'il faut absolument qu'il se réveille afin qu'ils le retrouvent ensemble. Soudain, Tucker se met à convulser. Il tombe dans le coma et les médecins le remettent sous respiratoire artificiel. Elle est alors arrêtée pour violation d'ordonnance et est incarcérée.
Quand Abby sort de l'hôpital, elle décide d'aller aux alcooliques anonymes pour arrêter de boire pour oublier ses problèmes. L'accident de Tucker lui a servi de leçon. Alors qu'elle fait son discours, son regard croise celui de Nikki, également présente à la réunion. À la fin de la réunion, les deux femmes discutent. Abby lui dit notamment n'avoir aucun souvenir de l'accident parce qu'elle était ivre. Nikki finit par se demander si ce n'est pas Abby qui conduisait ce soir-là. Elle en parle à Victor mais celui-ci, choqué par ce qu'elle lui dit, n'en croit pas un mot. Quelque temps plus tard, alors qu'elle est sur le point de prendre un verre au Gloworn, Abby se souvient de l'accident : c'est elle qui conduisait et a renversé Tucker. Elle v immédiatement voir sa mère pour lui dire qu'elle se souvient de tout et qu'elle ne la laissera pas aller en prison à sa place. Ashley refuse qu'Abby dise que c'est elle qui conduisait à qui que ce soit. Elle ne veut pas la voir gâcher sa vie en prison. Mais Abby, têtue et prête à tout pour sa mère, en parle au procureur qui cependant ne la croit pas, pensant qu'elle a avoué un crime qu'elle n'a pas commis pour faire libérer sa mère. Elle est désemparée et choquée qu'on ne croit pas en sa culpabilité. Parallèlement, Victoria et William perdent définitivement Lucy après que Phyllis et Daisy, de retour, les aient trainé en justice pour obtenir la garde de Lucy.
Le 24 juin 2011 (épisode diffusé en France le 28 novembre 2014 sur TF1), Ashley est libérée sous caution (payée par Victor). Elle viole une nouvelle fois l'ordonnance restrictive en allant voir Tucker. Alors qu'elle est en train de lui parler, Tucker bouge la main puis ouvre les yeux. Ashley est plus qu'heureuse, il est enfin sorti du coma. Les médecins appellent Katherine pour lui dire. Elle arrive dans la chambre de Tucker au moment où celui-ci demande à Ashley pourquoi Abby a essayé de le tuer. Alors Ashley lui ment et lui dit que c'est elle qui conduisait. Tucker demande à sa mère de partir pour parler librement avec Ashley. Il lui dit qu'il est sûr d'avoir vu Abby au volant mais Ashley lui affirme que non et qu'il doit se reposer pour retrouver tous ses souvenirs de l'accident. Tucker lui demande alors ce qu'il s'est passé ce soir-là et elle lui raconte, en évitant d'incriminer Abby. Elle appelle Victor qui lui dit qu'il emmène Abby dans un centre de désintoxication pour l'empêcher de parler parce qu'elle a voulu dire la vérité sur vidéo. Ashley n'aime pas trop les méthodes de Victor mais pense qu'il est en effet mieux qu'Abby quitte Genoa pour le moment. Quelques jours plus tard, le 28 juin 2011 (épisode diffusé en France en décembre 2014 sur TF1), Tucker demande à Ashley de l'épouser sur son lit d'hôpital car pour lui, l'endroit où est célébré leur mariage importe peu du moment qu'ils sont ensemble. Elle accepte. Ils appellent un prêtre afin qu'il officie la courte cérémonie. Juste après, Katherine et Jack arrivent. Ce sont les premiers à apprendre qu'ils se sont mariés. Katherine n'apprécie pas du tout et ne s'en prive pas pour le leur dire, mais Jack est heureux pour sa sœur. S'ensuit une dispute entre Katherine et Tucker, Ashley et Jack les laissent. Quand Ashley revient dans la chambre, Tucker lui avoue qu'il ne comprend plus ce qu'on lui dit ainsi que ce qui est écrit. Il lui demande alors de prendre sa place temporairement à la tête de son entreprise. Ashley est gênée, elle se retrouve dans une position délicate. Elle refuse. Ensuite, le procureur vient leur rendre visite pour leur annoncer que les charges retenues contre elle sont retirées (grâce à Victor, qui a piégé Diane pour qu'elle change son témoignage). Début juillet 2011 a lieu une soirée pour le lancement d'une nouvelle crème Jabot chez Fenmore's. Les Abbott sont représentés par Jack & Abby et les McCall par Katherine. Ashley est à l'hôpital avec Tucker quand on lui annonce qu'il peut sortir de l'hôpital. Alors, il souhaite aller à la soirée. Mais Ashley lui dit qu'il ne peut pas puisqu'il sera incapable de répondre aux questions que lui poseront les journalistes. Mais il lui dit qu'elle sera avec lui et qu'elle pourra répondre aux questions avec lui. Alors elle accepte. Alors que la soirée a déjà commencé, Tucker et Ashley débarquent pendant que Jack, nouveau PDG de Jabot nommé par Katherine, fait son discours. Tout le monde est choqué en les voyant. Lorsqu'une journaliste lui pose une question, Tucker réussit à tourner les choses de manière qu'Ashley réponde. Puis cette même journaliste parle de leur mariage, alors qu'il n'en ont encore parlé à personne. La première étonnée est Abby bien sûr. D'ailleurs, c'est à elle que la journaliste demande son avis sur ce mariage inattendu. Alors que tout le monde craint qu'elle fasse un scandale, Abby répond que son séjour en désintox lui a permis de voir les choses autrement, tout comme Tucker, et qu'elle est aujourd'hui contente pour sa mère, qui mérite enfin d'être heureuse. Après la soirée, les Abbott apprennent que William a eu un accident de voiture. Tous viennent à son chevet en pensant qu'il était ivre, comme d'habitude, mais William les surprend en leur disant qu'il n'avait rien bu du tout.

### La mort de Diane
Parallèlement Diane & Adam continuent de comploter contre Victor. Après avoir ruiné l'entrée en Bourse de Newman Entreprises, Adam a décidé de monter la mort de Diane et accusé Victor de son meurtre. Il annule le plan quand il apprend que Diane l'a trahi en le dénonçant au procureur pour le rôle qu'il a joué le jour de l'introduction en Bourse. Le problème est que Diane a déjà envoyé son fils Kyle en Suisse, sans que Jack le sache, et qu'elle doit aller le rejoindre en sachant qu'elle n'a pas un sou. Elle doit donc se débrouiller pour trouver l'argent qu'il lui faut.
Grâce à Deacon Sharpe, elle est en possession de la vidéo dans laquelle Abby avoue qu'elle a renversé Tucker. Avant de s'en servir, elle décide de s'attaquer à tous les Newman. Elle commence par poursuivre Nikki, en cure de désintoxication, pour adultère et la rend responsable de l'annulation de son mariage avec Victor. Lorsque Victor apprend la nouvelle par Victoria, il se rend tout de suite à l'Athletic Club pour la confronter. Il lui ordonne de dire publiquement qu'elle a menti pour le nuire car tout ça est faux. Mais Diane, pour le faire enrager, lui montre la photo qu'elle a pris de Nikki et lui au lit au moment où ils étaient encore mariés ainsi que la vidéo de la confession d'Abby quand il la menace. Elle le menace de la diffuser s'il ne lui donne pas d'argent. Pour lui montrer qu'il ne cédera pas à son chantage, il lui arrache la caméra des mains et la jette contre la cheminée. Mais Diane commence à hurler et lui dit ne pas l'approcher, afin de faire croire à ses voisins de chambre qu'il est train de la battre. Après le départ de Victor, elle appelle la police et rapidement Victor est arrêté. Ensuite, elle vend la photo à un magazine qui en fait sa une avec le titre Once a Stripper, Always a Slut (Un jour une prostituée, toujours une garce). Quand Victoria appelle le centre de désintoxication pour prévenir sa mère, on lui apprend qu'elle a disparu. Diane rend ensuite visite à Jack. Elle lui avoue qu'elle a envoyé Kyle dans un pensionnat étranger. Jack veut savoir où exactement mais Diane lui fait comprendre que s'il veut Kyle, ce sera avec elle aussi afin de lui donner une famille. Puis elle se déshabille alors que quelqu'un les regarde par la fenêtre et s'en va. Mais Jack refuse de coucher et de se remettre avec elle : il veut seulement son fils. Diane, vexée, lui dit qu'il n'est qu'un donneur de sperme et qu'il ne le verra plus jamais. Juste après, Nick l'appelle et lui demande de la rejoindre au Néon Ecarlate pour discuter à propos de ce qu'elle a fait à sa mère. Quand elle arrive, elle lui explique que ce sont ses ennemis qui l'ont contrainte à faire ça mais que lui n'en fait pas partie parce qu'elle l'aime. Nick lui répète pour la énième fois que ce n'est pas réciproque. Alors elle lui demande de lui donner de l'argent en souvenir du bon vieux temps s'il veut qu'elle disparaisse. Mais au même moment, Phyllis arrive et les interrompt. Elle l'insulte de traînée et les deux femmes se disputent. Adam, quant à lui, est sur la passerelle du parc de Genoa et se dit que Diane mérite de mourir pour ce qu'elle lui a fait. Quelques heures après son arrestation, Victor paie sa caution pour sortir de prison. Aussitôt sorti, il appelle Ashley pour la prévenir que Diane sait que c'est Abby qui a renversé Tucker. Ashley confronte Diane juste après au Néon Ecarlate. Celle-ci lui demande de l'argent en échange de la vidéo mais elle refuse catégoriquement de céder à son chantage. C'est alors qu'elle lui avoue qu'elle a bien couché avec Tucker, comme Abby lui avait dit. De rage, Ashley la gifle et s'en va. Ensuite, Diane rentre dans sa chambre à l'Athlétic Club mais elle croise Michael et Victor au rez-de-chaussée. Michael lui demande de quitter la ville dès ce soir pour sa propre sécurité car elle s'est fait beaucoup trop d'ennemis à Genoa. Il lui dit qu'il est prêt à lui donner de l'argent. Diane l'en remercie et lui confirme qu'elle compte partir ce soir-même. Au bar, William se saoule. Victor le voit et lui lance un pic. C'est alors qu'ils se battent jusqu'à tant que des policiers les séparent et arrêtent William. Juste après, Adam interpelle Diane et lui propose de refaire équipe pour nuire à Victor en échange d'argent mais elle, devra revenir sur tout ce qu'elle a dit au procureur. Diane accepte immédiatement. Le plan entre alors en marche le soir-même. Elle se rend au parc. Là, elle reçoit le message confirmant qu'Adam a bien transféré l'argent promis sur son compte en Suisse. Aussitôt, elle appelle Kyle pour lui dire qu'elle est en chemin puis envoie un message à Victor, Nick, Phyllis, Ashley, Tucker, Abby, Jack et Victoria leur demandant de la rejoindre près de la passerelle dans le parc. Le lendemain matin, on les revoit tous, agissant de manière bizarre comme s'ils voulaient cacher quelque chose. Plus tard, en allant pêcher, Murphy retrouve le corps de Diane flottant dans la rivière avec l'arrière de la tête couverte de sang. Il appelle la police. L'équipe médicale arrive rapidement sur place et confirme le meurtre de Diane. L'autopsie révèle qu'elle a été frappé derrière la tête à 10 reprises et qu'elle est morte au bout du 3e coup à peu près. De plus, elle révèle qu'une trace laissée par une bague arborant les armoiries d'Harvard est présente sur son bras ainsi qu'une clé, enfoncée dans sa gorge. En moins de 24h, l'affaire devient une affaire d'État. La police fait appel à un ancien agent du FBI, Ronan Malloy (le fils de Nina volé à la naissance), afin de la résoudre.
Ashley apprend la mort de Diane par Jack. Elle est à l'air perturbée et Tucker le voit. Il constate par ailleurs que sa montre ne marche plus et qu'il y a de l'eau dedans. Elle lui dit qu'elle a oublié de l'enlever quand elle a pris sa douche le matin même puis elle le confronte par rapport à son aventure avec Diane. Il est obligé de tout lui avouer. Elle n'en revient pas qu'il lui ait menti pendant tout ce temps et qu'il ait fait passer Abby pour la menteuse alors qu'elle avait raison depuis le début et qu'elle essayait de lui ouvrir les yeux. Elle décide alors de le quitter. Ensuite, elle se fait interroger par Ronan (qui interroge tous ceux à qui Diane a envoyé le message) et nie avoir rejoint Diane au parc. Or, Diane depuis l'au-delà nous dit qu'elle ment. En effet, Ashley se souvient parfaitement avoir rejoint Diane et de l'avoir confronté à propos de la vidéo-confession d'Abby et de son aventure avec Tucker. Comme à son habitude, Diane l'a provoqué et Ashley l'a violemment poussé au sol en lui disant qu'elle n'en avait pas fini avec elle. Le soir venu, Ashley se rend compte qu'elle a perdu son portable dans le parc la veille. Alors quand Nick lui demande si elle n'a pas reçu un message assez étrange de sa part sur son répondeur, elle est plutôt surprise. Pour éviter que la police puisse trouver son portable, elle décide d'aller le chercher dans le parc lorsque Nick la surprend. Ashley lui demande ce qu'il fait ici, lui de même. Ils sont alors obligés de s'avouer qu'ils étaient avec Diane la veille mais qu'ils ne l'ont pas tué. Nick lui avoue qu'il a rejoint Diane dans le parc et qu'elle l'a menacé. Ils se sont battus, son portable est tombé, l'a appelé et l'a enregistré alors qu'il était en train de dire à Diane qu'il la tuera si elle fait du mal à sa famille. Donc, c'est pour ça qu'il voulait savoir si elle avait reçu le message sur son répondeur. Ashley comprend mieux. Malheureusement, ils ne parviennent pas à retrouver le portable d'Ashley, ce qui les angoisse beaucoup. D'autant plus que quelques jours après, Nick commence à recevoir des appels d'un numéro masqué qui lui tourne en boucle les menaces qu'il a proféré à Diane. Il en informe Ashley. Tous deux comprennent que quelqu'un a trouvé le portable d'Ashley et que cette personne sait qu'ils étaient dans le parc le soir de la mort de Diane. Il change de numéro mais pourtant, il continue à recevoir ces mystérieux appels. Ensuite, c'est Ashley qui reçoit une lettre contenant une photo d'elle dans le parc le soir du 1er aout qui a été prise par la caméra de surveillance du parc qui a justement été volée. Elle en parle à Nick, qui décide de faire analyser l'enveloppe pour voir si l'expéditeur n'a pas laissé un empreinte dessus. Très vite, il obtient les résultats : une empreinte biologiquement proche des siennes a été retrouvée sur l'enveloppe. Pour Nick, l'expéditeur ne peut être qu'une seule personne : Adam. Mais Ashley en doute étant donné qu'il fait déjà partie des premiers suspects. Le jour des funérailles de Diane, Ronan confronte tous les suspects, tous présents pour y assister. Ils leur dit que comme il sait qu'ils lui ont menti et qu'ils ont rejoint Diane dans le parc le soir de sa mort, ils seront tous réinterrogés et auront intérêt à dire la vérité. Ronan apprend ensuite que Nick a appelé Ashley le soir de la mort de Diane alors qu'il était dans le parc puisqu'une antenne relais près du parc a enregistré cet appel. Il les interroge en même temps au Gloworn. Il pose son sac près d'eux pendant qu'il commande un café. Ashley et Nick se concertent pour inventer un alibi. Ils décident de lui faire croire que Nick a appelé Ashley pace qu'il était à la recherche d'Abby. Arrivé au commissariat, Ronan a la confirmation qu'ils ont voulu le rouler parce qu'il a mis un appareil dans son sac qui a enregistré tout ce qu'ils se sont dit pendant son absence. Ensuite, Ashley avoue à Tucker que Ronan les a dans son collimateur et qu'il est sur le point de découvrir qu'elle lui a menti. Donc, il comprendra que lui aussi n'a pas d'alibi. Mais ce qui préoccupe Tucker le plus, c'est eux. Il ne comprend pas pourquoi elle a dit à Katherine qu'elle signerait l'annulation de leur mariage si elle lui rendait McCall Unlimited et Jabot. Ashley lui dit qu'elle sait à quel point il souhaite retrouver le contrôle de ses entreprises mais Tucker lui dit qu'elle est plus importante à ses yeux.
Peu après, Ashley pardonne à Tucker et revient vivre avec lui. Tucker la redemande en mariage et elle accepte. Parallèlement, Abby continue à vouloir faire tomber Tucker pour le meurtre de Diane. Ronan lui propose alors de coopérer avec lui pour arriver à le coincer. Elle accepte de porter un mouchard et d'essayer de faire avouer Tucker pour que ses dires soient enregistrés. Un jour, elle sonne chez Tucker en pensant qu'il est là mais c'est sa mère qui lui ouvre. Rapidement, Abby constate qu'elle est stressée, car juste avant la visite d'Abby, Ashley a reçu une autre photo d'elle dans le parc sur laquelle elle est train de pousser Diane. C'est alors qu'Ashley lui avoue qu'elle était dans le parc avec Diane le soir de sa mort. Abby demande à sa mère de ne plus rien dire mais Ashley continue à se livrer à sa fille et Ronan entend toute leur discussion. Alors Abby trouve une excuse pour s'en aller après avoir caché le micro dans la chambre de Tucker & Ashley. Mais ils ne tardent pas à le trouver sous l'oreiller d'Ashley et celle-ci va immédiatement confronté sa fille. Ronan convoque Ashley plus tard qui lui avoue avoir été avec Diane le soir de son meurtre mais quand il l'accuse d'être sa meurtrière, elle lui dit qu'elle est innocente et qu'à l'avenir, il contactera son avocat s'il veut la voir. En sortant du commissariat, Ashley déchire et jette les photos de Diane et elle dans la benne d'un ruelle discrète sauf que l'officier, que Ronan a chargé de la suivre, retrouve les morceaux et les apporte à Ronan. Quand Tucker, Ashley et Abby se retrouvent, celui-ci est furieux contre sa belle-fille et le lui fait savoir. Quant à Ashley, elle lui demande d'accepter sa relation avec Tucker et de ne plus l'entraver. Peu après, Ronan apprend que la clé retrouvée dans la bouche de Diane ouvre une vieille boîte lui appartenant au Gloworn. Abby suit Ronan au Gloworn pour voir, quand il l'ouvrira, si sa vidéo-confession est dedans mais il la voit et lui ordonne de rester là quand il l'ouvrira. Quand Ronan ouvre la boîte, il y trouve le journal intime de Diane. Abby est rassurée, un peu trop pour Ronan qui pense qu'Abby craignait qu'il trouve quelque chose de compromettant sur elle dans la boîte. Parallèlement, Ronan est très perturbé par les coussins retrouvés dans la suite de Diane, coussins que Kyle n'avait jamais vu. Ces coussins portent tous une phrase. Ronan pense que Diane, ou quelqu'un d'autre, les a placés là exprès et qu'ils renvoient tous à une personne. Le problème est qu'ils y en a 10 et seulement 9 suspects. Son instinct le pousse à crever celui qui reverrai à Abby selon lui et il trouve à l'intérieur une clé USB contenant sa vidéo-confession. Il arrête Abby pour tentative d'assassinat sur Tucker mais les charges contre elle sont annulées quand Tucker dit au procureur qu'Abby ne l'a pas renversé et qu'il le menace de parler de cette histoire dans Style & Effervescence s'il la garde en prison. Quelques jours plus tard, Nick reçoit une lettre de rançon dans laquelle on lui demande 50 000 dollars sinon la police sera informée de son coup de fil à Ashley. Il appelle Ashley et la lui montre mais Phyllis arrive et les interrompt. Elle veut savoir ce qu'il se passe alors Nicholas finit par tout lui raconter. Quant à Ashley, elle se rend au procès que Tucker a intenté à sa mère pour récupérer Jabot. Le juge statue envers Tucker et annule la vente de Jabot aux industries Chancellor. À la fin de la séance, Katherine fait un AVC. Tucker décide tout de même d'aller la voir et en entendant une conversation entre Jill et l'avocat de Katherine, il apprend que Devon Hamilton est son fils. Ashley va alors le soutenir afin de construire une relation avec Devon, très réticent pour le moment.

### Le retour de Patty
Peu avant Halloween, tous les suspects du meurtre de Diane sauf Adam reçoivent un message de Ronan qui leur demande de les rejoindre dans un entrepôt à la sortie de l'autoroute pour discuter car il y a une fuite au poste. En réalité, ce n'est pas Ronan qui leur a envoyé les messages car quelqu'un lui a volé son portable alors qu'il surveillait la maison de Geneviève Atkinson (la petite amie de Jack) quelques heures plus tôt. En pensant que le message vient de Ronan, tous vont à l'entrepôt et sont surpris les uns les autres de s'y voir. Puis soudain, un film se déclenche, montrant les dernières images de chacun des suspects avec Diane au parc, souvent avec de la violence, ce qui les rend suspicieux les uns envers les autres. Le fait que Ronan ne soit pas là les intrigue mais ils en profitent pour cacher le lecteur avant qu'il n'arrive. C'est alors que Nick et Victor commencent à se demander si ce n'est pas Adam, le seul suspect du meurtre qui n'est pas là, qui les a réuni ici. Mais, parallèlement, Adam a lui aussi été contacté anonymement pour aller à la foire aux citrouilles. Arrivé, là-bas, il ne voit personne mais soudain, il voit une citrouille habillée d'une tenue de bonne sœur. Pour lui, il n'y a alors plus l'ombre d'un doute, Patty Williams est de retour ! C'est alors que l'on voit à l'hôpital Myrna Murdock, la gouvernante de Geneviève, couverte de bandages, après avoir été gravement brûlée ce dans l'explosion du manoir de Geneviève le soir même, excepté au niveau de la jambe gauche, là où elle a le tatouage d'un chat noir, le même que celui de Patty. Myrna est donc Patty et c'est apparemment elle qui les tourmente avec les indices et la caméra de surveillance qu'elle a volés dans le parc la nuit du meurtre. Après tout ça, Tucker propose à Ashley de se remarier mais de manière plus traditionnelle cette fois-ci. Alors, le 18 novembre 2011 (épisode diffusé en France à la fin du mois de mars sur TF1), ils renouvellent leurs vœux devant leurs famille et amis et Devon leur fait la surprise d'assister à la cérémonie. Abby et Traci sont les demoiselles d'honneur d'Ashley et Sofia le témoin de Tucker. Après le mariage, Tucker et Ashley s'en vont en lune de miel sur une île que Tucker a fait privatiser, alors Abby assure à la place de sa mère la tournée promotionnelle de Jabot et se rend à Los Angeles. Mais leur lune de miel prend fin quand Ashley apprend que William est de retour et qu'elle décide de rentrer.
Le soir du 29 janvier, Ronan fait arrêter toutes les personnes impliquées dans la mort de Diane. La police sait, grâce à Deacon que c'est Nikki qui a tué Diane en état de légitime défense mais de nombreuses zones d'ombres demeurent, comme le fait que des coussins avec des phrases renvoyant à chaque suspect aient été trouvés dans sa chambre ou encore la disparition de certains éléments de l'enquête. Deacon avoue que peu avant sa mort, Diane ne voulait plus faire partie du plan d'Adam mais elle avait absolument besoin d'argent pour rejoindre Kyle. Comme personne ne voulait l'aider, elle a accepté de marcher avec Adam le soir de sa mort et a demandé à Deacon de tout filmer. Il a donc filmé Diane en train d'étrangler Nikki et Nikki frappé Diane à la tête. Il a ramassé le téléphone d'Ashley, volé la caméra dans le parc et pris la seringue avant de les cacher derrière le Gloworn. Mais il avoue aussi que quelqu'un a volé toutes ses preuves. Comme aucun des suspects n'est en mesure d'aider la police, le procureur les arrête tous pour obstruction à la justice. Cependant, tout le monde est donc libéré le lendemain, le 30 janvier 2012 (épisode diffusé en France mi-mai 2015 sur TF1) pour assister au mariage de Jack et Geneviève. Pendant ce temps, Paul décide d'aller au manoir de Geneviève afin de discuter avec Myrna, qui bizarrement disparaît toujours. Patty l'entend arrivé et donc s'enfuit. Avec la permission de Geneviève, Il fouille dans sa chambre pour trouver des indices et met la main sur son ordinateur sur lequel il trouve des images des suspects avec Diane filmées par la caméra volée. Plus tard, Deacon avoue qu'une femme était avec lui dans le parc, elle a tout vu mais a dit qu'elle ne dirait rien. Il ajoute qu'il l'a un jour vu rôder derrière le Gloworn et qu'elle était obsédée par les chats. Paul réalise alors qu'il s'agit peut être de Patty et quand il montre une photo d'elle à Deacon, il confirme que c'est bien elle.
Le soir venu, après une discussion avec Cane, Geneviève prend conscience qu'elle a littéralement trahi Jack en achetant Beauté de la Nature dans son dos. Honteuse de ce qu'elle lui a fait, elle décide de ne pas se marier et de quitter la ville le soir-même. Elle écrit un mot dans lequel elle dit la vérité à Jack. Patty entre discrètement dans la maison et l'entend parler pendant qu'elle écrit. Après avoir fait livrer le mot à l'église, Geneviève monte, effondrée, à l'étage. Patty en profite alors pour lui voler sa robe de mariée, qu'elle a laissé sur le canapé, et réussit à intercepter le mot avant que le livreur n'arrive à l'église. Arrivée à l'église, la cérémonie commence. Elle avance vers l'autel et quand Jack soulève son voile, il la prend pour Emily (qui était en ville quelques jours auparavant et que Patty a imité la veille et le matin même). Folle furieuse, elle lui dit : "c'est Patty !" avant de lui tirer dessus et de s'enfuir en prenant Abby en otage. Ashley & Traci sont alors effrayées, repensant à ce qui s'est passé avec Colleen. Heureusement, Patty relâche Abby quelques minutes après s'être enfuie. Elle est plus tard retrouvée et au poste de police, elle reconnaît avoir fait coudre les différentes expressions sur les coussins retrouvés dans la chambre de Diane, ellec  est donc la pièce manquante dans le meurtre de Diane, fermant ainsi le dossier. Quant à Jack, il est inconscient, dans un état critique : la balle est logée près de sa moelle épinière, ce qui nécessite une opération d'urgence. Cependant, pendant l'opération, son cœur s'arrête. Les médecins parviennent à le réanimer sans retirer la balle. Ainsi, il devient paralysé. Paul prévient Geneviève, sur le point de quitter la ville, de ce qui s'est passé et celle-ci fonce à l'hôpital. Abby est surprise d'apprendre que Geneviève ne savait pas que Patty avait volé sa robe. Elle révèle alors aux Abbott qu'elle avait annulé le mariage. Nikki arrive et leur explique pourquoi. Alors, tous lui ordonnent de s'en aller. Plus tard, Ashley remplace Jack à la tête de l'entreprise et vire Geneviève.

### La fin de son mariage avec Tucker
Après avoir viré Geneviève, Jill propose à Ashley de la remplacer par Cane. Tous les trois décident que Jabot doit signer le contrat d'exclusivité avec l'entreprise japonaise Mitsokushi, la plus influente dans le domaine des cosmétiques dans cette région. Cependant, Jabot n'est pas la seule à vouloir ce contrat : Geneviève avec Beauté de la Nature et Victor sont aussi sur le coup. Cane & Jill parviennent à trouver un contact japonais au sein de Mitsokushi mais Jack  découvre que c'est en réalité un agent du FBI spécialisé dans la corruption dans les partenariats entre entreprises. Cane annule donc son rendez-vous avec lui et sauve la mise à sa mère qui en rendez-vous avec lui, s'apprêtait à lui verser un pot-de-vin. Donc, finalement, Newman obtient le contrat. Après que Geneviève ait décidé de revendre Beauté de la Nature, Ashley découvre que Tucker souhaite racheter l'entreprise. Elle refuse qu'il le fasse parce que tout d'abord, quand elle lui en a parlé, elle s'adressait au mari et non à l'homme d'affaires et puis tout simplement parce qu'elle ne veut pas mélanger le personnel et le professionnel. Cependant, bien qu'elle lui ait dit qu'elle n'était pas d'accord, Tucker essaye, dans son dos, de convaincre Geneviève de lui revendre l'entreprise
Le couple divorce le 17 septembre 2012 à la suite de la trahison de Tucker avec Harmonie (mère biologique de Devon)(ces épisodes seront diffusés en France vers aout 2015).
Ashley part vivre à New York le 3 août 2012 (ces épisodes seront diffusés en France vers fin septembre 2015 sur TF1).

### Aller-retour retour d'Ashley
Pour le mariage de Nikki et Victor, Ashley revient quelques jours à Genoa le 18 et 19 mars 2013  (ces épisodes seront diffusés en France vers décembre 2016 sur TF1). Quelques mois plus tard, Ashley revient pour les funérailles de sa nièce Cordélia Abbott et réconforte son frère William. Elle revient plus tard pour passer Thanksgiving avec sa famille. A ce moment-là, elle s’est foulé la cheville et a rencontré le Dr Stitch Rayburn (Sean Carrigan). Abby a poussé pour une romance, mais Ashley lui a rappelé que Stitch était marié et avait un jeune fils.
En ville pour la fête de fiançailles d’Abby et Tyler, Ashley est partie plutôt pour passer à l’hôpital et « rencontrer » le Dr Rayburn. Mais elle a trouvé Victoria qui attendait qu’il l’emmène à un rendez-vous. Ashley lui a rappelé qu’elle n'était séparée que depuis une semaine.

### Le parfum révolutionnaire
En septembre 2014, Ashley ne se présente pas à Genoa City après avoir convoqué une réunion entre les principaux actionnaires de Jabot, Jack, Billy, Traci et Abby. Jack lui téléphone, et elle lui explique qu’elle travaille sur un projet spécial, mais qu’elle avait décidé qu’il n’était pas encore prêt à leur présenter. Le mois suivant, Ashley revient et confirme que son idée était un nouveau parfum révolutionnaire, et elle a conclu un accord avec Jack pour redevenir co-PDG de Jabot si cela se concrétisait. Abby pensait que Ben Rayburn était méchant depuis qu’elle avait découvert qu’il avait tué son père à l’adolescence et pris l’identité de quelqu’un d’autre pour obtenir son diplôme en médecine, et brisé le cœur de Victoria. Abby a donc été choquée quand Ashley a embauché Ben comme chimiste pour Jabot, malgré les objections d’Abby. Avant de repartir, Ashley a consolé Billy en lui disant qu’elle pourrait peut-être aider Ben à s’éloigner de Victoria pour lui.
Au retour d’Ashley, elle demande à Ben de sentir le nouveau parfum, il le trouve répugnant, mais il l’embrasse. Ashley révèle que le parfum contenait des phéromones et est une potion d’amour, et le baiser l’a prouvé. Ce dont elle a besoin, c’est de son aide pour rendre l’odeur supportable. Plus tard, après que Ben ait été arrêté pour fraude par un ancien patient, Ashley l’a libéré sous caution. Elle a confié à Ben, qu’elle aussi avait pris un rap de meurtre pour quelqu’un qu’elle aimait. Ashley lui a demandé de l’accompagner à Madison pour affaires.
Ben s’est présenté au bureau d’Ashley ivre après avoir vu Billy et Victoria se blottir contre leur bébé. Ashley l’a jeté sous la douche pour le dégriser, et il l’a attirée aussi. Ils ont eu des relations sexuelles et Stitch a passé la nuit avec elle. Le lendemain, ils ont accepté de n'en parler à personne après que Ben ait découvert qu’il avait encore une chance avec Victoria.
Victor a invité Ashley à déjeuner et a essayé de lui faire accepter un accord pour quitter Jabot et travailler pour lui à Newman-Chancellor. Mais Ashley a refusé et est partie aussitôt, arrivant au laboratoire à temps pour voir son assistant de laboratoire Tobias prendre des photos de leur travail secret. Elle a deviné qu’il travaillait pour Victor et a décidé de le laisser continuer à lui donner de fausses informations. Ashley rencontre Joe Clark à l'Athletic Club. Après qu’ils aient décidé de retourner à New York, ils ont prévu de passer le réveillon du Nouvel An ensemble. En mai 2017, la mère d’Ashley, Dina, est venue pour une visite « permanente ». En octobre 2017, Dina a révélé que John Abbott n’était pas le père d’Ashley. Ashley quitte Genoa City en octobre 2018, à la suite d’une série d’événements qui la laissent se sentir aliénée de la famille Abbott et de Jabot, après la découverte que John et Dina ont laissé des documents juridiques lui laissant tous les brevets de produits d’Ashley; elle avoue qu’elle part à Paris pour lancer sa propre entreprise avec les brevets.